# Espadon (arme)
Pour les articles homonymes, voir Espadon (homonymie).
L’espadon (de l'italien spadone, « grande épée » ; zweihänder, « à deux mains » en allemand, mot repris en anglais) est une épée maniée à deux mains, développée en Europe centrale et de l'Ouest. Très appréciée des lansquenets et des gardes suisses, elle est demeurée en usage du XVe siècle au XVIIe siècle. Elle possède généralement un ricasso et des quillons.
Ce nom désignait par ailleurs une autre arme à la fin du XVIIIe siècle et début du XIXe siècle, à savoir le sabre.

## L'épée à deux mains

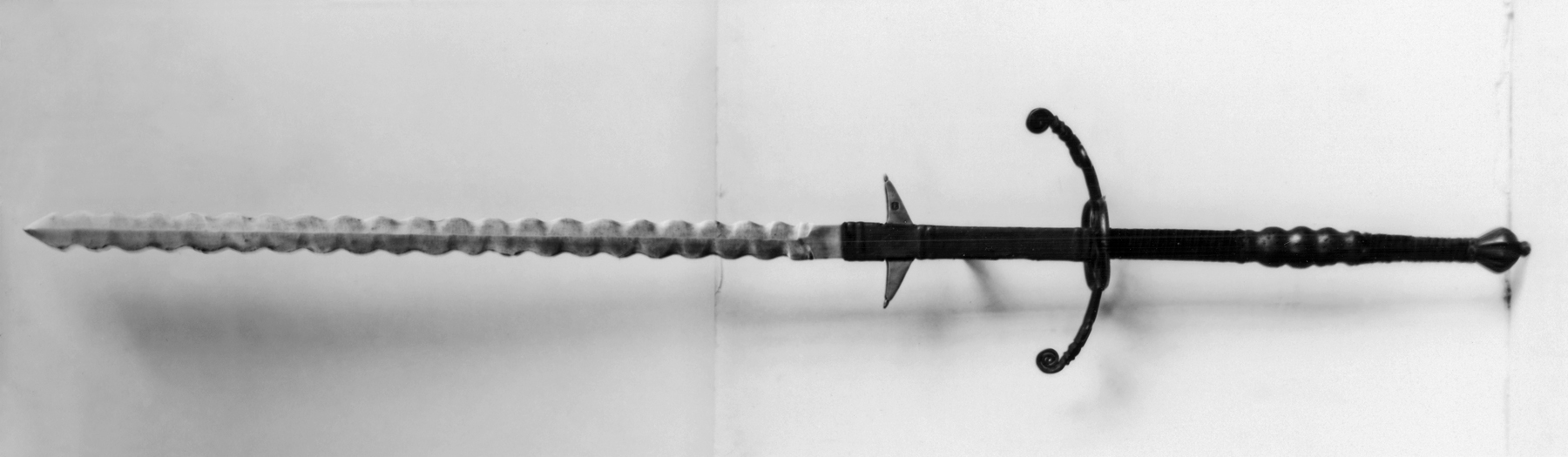
Espadon avec une lame à double tranchant.

C'est la plus grande épée ayant jamais existé, comparable en taille avec les plus grands odachis fonctionnels du Japon (on précise « fonctionnels », car ceux de plus de trois mètres, immenses, ne servaient qu'à des exercices de style).
En termes chiffrés, leurs lames allaient de 120 à 170 cm, avec des extrêmes de 100 à 200 cm, et leurs fusées mesuraient 25 à 35 cm, avec des extrêmes de 20 à 50 cm.
Contrairement à ce qu'on croit[Qui ?], ce n'étaient des armes ni rares — l'épée « de grande taille », c'est-à-dire celle qui permet d'effectuer de grands mouvements de taille (soit avec le tranchant de la lame), constituait l'arme de base du fantassin à partir du XIVe siècle, aussi répandue par conséquent que n'importe quelle autre arme de l'époque et qui bénéficiait d’un certain engouement, désignée à cette époque comme l'arme maîtresse dans l'escrime européenne des écoles allemande et française — ni chères — au prorata de la taille, elles avaient le même prix que n'importe quelle autre épée — ni même particulièrement lourdes.
Leur conception permettait au contraire une remarquable légèreté, car bien qu'un modèle pesant plus de 6,6 kg ait été répertorié — destiné au combat, il a appartenu à Grütte Pier — il s'agissait néanmoins d'une véritable exception et le standard demeurait de 2 à 4kg. À titre de comparaison, une épée à deux mains dite classique telle que les « bâtardes » ou les « longswords » que l'on retrouve dans la plupart des films et séries de la culture populaire pèsent en général 1,4 à 2 kg. 
Ce poids modéré pour de telles dimensions s'explique par les sections des lames, le plus souvent lenticulaires et creusées d'une à plusieurs gouttières qui les allégeait, sans altérer leur rigidité et leur solidité.

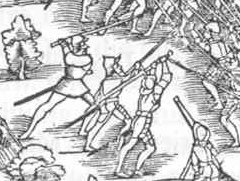
Une représentation de 1548 de Zweihänders utilisées contre des piques au cours de la bataille de Kappel (1531).

Les guerriers qui les utilisaient dans les formations de lansquenets étaient appelés « Doppelsöldner » - « double-solde », parfois même appelés « triple-solde », puisque payés deux fois la solde habituelle en raison d'une espérance de vie très limitée -, et avaient plus particulièrement pour fonction de protéger les coins des carrés de piques et d'arquebuses lors des charges, en taillant les têtes des piques adverses afin d'y ouvrir une brèche, puis d'y exécuter soit des moulinets dévastateurs, soit des attaques en demi-épée, une technique d'utilisation impliquant de tenir la lame à pleines mains pour en raccourcir virtuellement la longueur - cela notamment dans des endroits clos où manœuvrer une arme de deux mètres de long pouvait s'avérer malaisé. Une fois les premières lignes percées, ils étaient alors souvent soit percutés par leur propre cavalerie, soit encerclés et tués, mais ils pouvaient aussi servir à contrer les charges de la cavalerie ennemie en posant le pommeau de l'arme au sol, puis en la tenant par un des anneaux de sa garde afin de blesser les chevaux.

## Le sabre
À la fin XVIIIe et début du XIXe siècle, l'espadon désignait le sabre manié à une main, tandis que son utilisateur était appelé espadonneur, bien que les termes de sabre ainsi que contre-pointe aient aussi été utilisés ; ce dernier étant apparu de manière un peu plus tardive, vers le milieu du XIXe siècle.
Les premiers ouvrages d'escrime à mentionner l'espadon étaient des traités d'épée de cour, qui expliquaient comment combattre contre un espadonneur.
Quant au premier traité écrit en français à aborder le maniement de cette arme, il a été rédigé par M.J. de Saint-Martin en 1804.